# Макі Сеїтіро
Макі Сеїтіро (яп. 巻 誠一郎, нар. 7 серпня 1980, Кумамото) — японський футболіст.

## Виступи за збірну
2005 року дебютував в офіційних матчах у складі національної збірної Японії. Відтоді провів у формі головної команди країни 38 матчі.

## Статистика виступів
| Збірна Японії | Збірна Японії | Збірна Японії |
| Роки          | Ігри          | голи          |
| ------------- | ------------- | ------------- |
| 2005          | 3             | 0             |
| 2006          | 14            | 3             |
| 2007          | 9             | 4             |
| 2008          | 9             | 1             |
| 2009          | 3             | 0             |
| Усього        | 38            | 8             |

## Титули і досягнення
- Клубні:
  - Володар Кубка Джей-ліги: 2005, 2006